# Hilal El-Helwe
Hilal Bassam El-Helwe (tiếng Ả Rập: هلال بسام الحلوة, sinh ngày 24 tháng 11, 1994) là một cầu thủ bóng đá người Liban chơi ở vị trí tiền đạo cho câu lạc bộ SV Meppen và đội tuyển quốc gia Liban. Anh chủ yếu chơi ở hàng tiền đạo, tiền vệ cánh nhưng cũng có thể được triển khai ở vị trí tiền vệ trung tâm hoặc tiền vệ tấn công.

## Sự nghiệp quốc tế
Ngày 8 tháng 10 năm 2015, El-Helwe đã ra mắt đội tuyển quốc gia trong trận thắng 2 – 0 trước Myanmar thuộc khuôn khổ vòng loại Giải vô địch bóng đá thế giới 2018. Anh có tên trong đội hình xuất phát và thi đấu cho đến khi được thay ra ở phút 56. Tuy nhiên, anh đã không thể ghi bàn. Vào ngày 29 tháng 3 năm 2016, anh đã có bàn thắng đầu tiên cho đội tuyển vào lưới Myanmar trên sân nhà, giúp ấn định tỷ số hoà 1 – 1.

### Bàn thắng quốc tế
Bàn thắng được ghi và kết quả của Liban được viết đầu tiên.
| #  | Ngày                 | Địa điểm                                                       | Đối thủ           | Bàn thắng | Kết quả | Giải đấu                 |
| -- | -------------------- | -------------------------------------------------------------- | ----------------- | --------- | ------- | ------------------------ |
| 1. | 29 tháng 3 năm 2016  | Sân vận động Quốc tế Saida, Sidon, Liban                       | Myanmar           | 1–1       | 1–1     | Vòng loại World Cup 2018 |
| 2. | 10 tháng 10 năm 2017 | Sân vận động Thành phố Thể thao Camille Chamoun, Beirut, Liban | CHDCND Triều Tiên | 1–0       | 5–0     | Vòng loại Asian Cup 2019 |
| 3. | 27 tháng 3 năm 2018  | Sân vận động Thành phố Thể thao Camille Chamoun, Beirut, Liban | Malaysia          | 2–1       | 2–1     | Vòng loại Asian Cup 2019 |
| 4. | 17 tháng 1 năm 2019  | Sân vận động Sharjah, Sharjah, UAE                             | CHDCND Triều Tiên | 2–1       | 4–1     | Asian Cup 2019           |
| 5. | 17 tháng 1 năm 2019  | Sân vận động Sharjah, Sharjah, UAE                             | CHDCND Triều Tiên | 4–1       | 4–1     | Asian Cup 2019           |
| 6. | 10 tháng 10 năm 2019 | Sân vận động Thành phố Thể thao Camille Chamoun, Beirut, Liban | Turkmenistan      | 1–0       | 2–1     | Vòng loại World Cup 2022 |
| 7. | 15 tháng 10 năm 2019 | Trường đua Colombo, Colombo, Sri Lanka                         | Sri Lanka         | 2–0       | 3–0     | Vòng loại World Cup 2022 |
| 8. | 15 tháng 10 năm 2019 | Trường đua Colombo, Colombo, Sri Lanka                         | Sri Lanka         | 3–0       | 3–0     | Vòng loại World Cup 2022 |
| 9. | 23 tháng 6 năm 2021  | Sân vận động Quốc tế Khalifa, Doha, Qatar                      | Djibouti          | 1–0       | 1–0     | Vòng loại Arab Cup 2021  |